# Acte constitutionnel

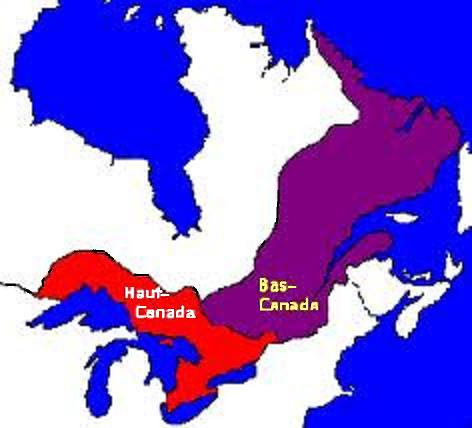
Le Haut et le Bas-Canada en 1791 après l'Acte constitutionnel.

L'Acte constitutionnel de 1791 (officiellement, en anglais, Constitutionnal Act, 1791) est une loi, adoptée par le Parlement de Grande-Bretagne le 10 juin 1791 et entrée en vigueur le 26 décembre 1791. Elle divise la Province de Québec en deux: le Bas-Canada et le Haut-Canada en plus d'instaurer une assemblée législative élue dans chacune des nouvelles provinces.

## Les pétitions
Depuis 1783, après l'arrivée de sujets loyalistes ayant quitté les États-Unis à la suite de la guerre d'indépendance américaine, l'idée d'une assemblée législative commence à être diffusée dans la Province de Québec. Les journaux abondent en requêtes, en poèmes, et en mémoires au sujet de la question constitutionnelle. Des pétitions circulent pour demander ou s'opposer à l'octroi d'une assemblée parlementaire élue. En 1783, certaines personnes qui souhaitent une assemblée législative délèguent trois représentants (William Drummer Powell, Jean-Baptiste Adhémar et Jean-Guillaume Delisle) pour présenter leur requête à Londres mais cette initiative donnera finalement peu de résultats.
Puis, en 1784 Pierre du Calvet, victime en 1780 d'un emprisonnement arbitraire, fait paraître Appel à la justice de l'État à Londres dans lequel il demande une assemblée élue pour la colonie nord-américaine. Le 24 novembre 1784, des pétitions réclamant une assemblée législative sont présentées, tant en français qu'en anglais, au roi et à la Chambre des Communes. Joseph Papineau, Jean-Antoine Panet et les autres demandent que cette assemblée soit « indistinctement composée d'anciens et de nouveaux sujets de Sa Majesté, librement élus par les habitants des villes et des campagnes » ainsi que le droit d'habeas corpus. Au total, ils sont 855 anciens sujets et 1518 nouveaux sujets à appuyer cette pétition. Une autre suit, cette fois pour s'y opposer. Parmi les Canadiens qui ne souhaitent pas une telle institution figure Michel-Eustache-Gaspard-Alain Chartier de Lotbinière.

En 1784, pour répondre aux demandes des loyalistes établis près du fleuve Saint-Jean, Londres crée la province du Nouveau-Brunswick qui obtient une assemblée élue à Fredericton en 1786. La création de ce nouveau Parlement colonial relance le débat dans la Province de Québec. 

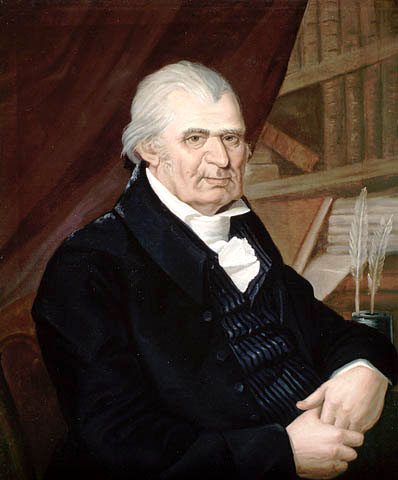
Joseph Papineau figure parmi les signataires d'une pétition demandant une assemblée pour la colonie en 1788.

En octobre 1788, une pétition circule dans la colonie pour s'opposer à l'obtention d'une assemblée législative. Le groupe présente une adresse à Lord Dorchester :   
« Notre religion, nos lois de propriété, notre sûreté personnelle, voilà ce qui nous intéresse, et ce dont nous pouvons jouir le plus amplement par le Bill de Québec. Une Chambre d'assemblée nous répugne par les conséquences fatales qui en résulteront. Pourrions-nous nous flatter de conserver longtemps, comme catholiques romains, les mêmes prérogatives que les sujets protestants? Ne viendrait-il point un temps, où la prépondérance de ces derniers influerait contre notre prospérité ? »  
Dans The Quebec Herald de décembre 1788, une trentaine de marchands et de membres de professions libérales présentent une autre pétition, cette fois pour demander une assemblée. Parmi les signataires, on retrouve Joseph Papineau.

## Description
Dès l'automne 1789, une ébauche de la nouvelle constitution est envoyée au gouverneur Guy Carleton Lord Dorchester par le secrétaire d'État aux colonies, William Wyndham Grenville. Puis, William Pitt le jeune présente un message du roi, George III, à la Chambre des communes le 25 février 1791 au sujet d'une nouvelle constitution pour sa colonie nord-américaine. Le 4 mars, Pitt y propose le projet de loi afin :
« to promote the hapiness and internal policy of the province and to put an end to the differences and growing competition that have for some years existed in Canada between the ancient subjects and the new settlers from England and America. »
Sanctionnée le 10 juin 1791, la constitution entre en vigueur le 26 décembre suivant. La loi britannique contient 50 articles. Les principaux éléments sont :
- Le maintien des « droits, préjugés et coutumes » françaises garanties par l'Acte de Québec[7];
- La province de Québec est divisée en deux provinces distinctes : le Bas-Canada et le Haut-Canada[8] ;
- Chacune des deux provinces se voit attribuer une assemblée législative élue ainsi qu'un Conseil législatif et un Conseil exécutif nommés par le gouverneur général, représentant du pouvoir britannique dans la colonie[réf. nécessaire] ;
- Le Haut-Canada est sous l'administration d'un lieutenant-gouverneur nommé par le gouverneur général alors que le Bas-Canada est sous l'administration directe d'un gouverneur général[réf. nécessaire] ;
- Les conseils législatifs doivent être formés d'au moins sept membres dans le Haut-Canada et d'au moins quinze membres dans le Bas-Canada. Les membres sont nommés à vie, doivent être âgés de 21 ans et plus et être sujets britanniques[9] ;
- L'Assemblée législative doit être composée d'au moins seize membres dans le Haut-Canada et d'au moins cinquante membres dans le Bas-Canada[9]. Les députés sont élus. Le droit de vote est accordé aux personnes qui possèdent une propriété ou une terre ou qui sont locataires pour un certain montant. Les femmes célibataires, mariées en séparation de biens ou veuves qui rencontrent ces critères peuvent donc voter[10] ;
- Le gouverneur général se voit attribuer le pouvoir de convoquer, proroger ou dissoudre le Parlement, de décider du lieu et de la date des élections et d'approuver ou de refuser la sanction royale aux projets de loi[11] ;
- Quelques dispositions de la loi attribuent des terres aux Églises protestantes dans les deux colonies. Au Bas-Canada, le septième de toute nouvelle concession des terres de la Couronne doit ainsi être réservé à l'Église anglicane[6].

En résumé, fruit d'un compromis visant à maintenir la loyauté des Canadiens tout en accommodant les immigrants loyalistes, cette loi divise donc le territoire de la province de Québec en deux parties en utilisant la rivière des Outaouais comme point de séparation. Le territoire à l'est de la rivière prend le nom de Bas-Canada (sud du Québec actuel) et la partie ouest, le nom de Haut-Canada (sud de l'Ontario actuel). La frontière nord des deux provinces correspond au bassin versant des eaux coulant vers le Saint-Laurent ou les Grands Lacs.
Le Haut-Canada se voit de plus attribuer des institutions coloniales entièrement britanniques, alors que la cohabitation du droit civil français et du droit criminel anglais dans le Bas-Canada est maintenue. L'Acte constitutionnel instaure de plus le franc et commun socage dans le Haut-Canada. Au Bas-Canada, le régime seigneurial perdure, mais ceux qui le désirent peuvent concéder leurs terres en franc et commun socage[réf. nécessaire].

La nouvelle constitution octroie le parlementarisme de type britannique, accordant à certains propriétaires ou locataires le privilège de participer à l'élection des membres de l'Assemblée législative. Les lois votées par la Chambre d'assemblée devront être entérinées par un conseil législatif (nommé par le gouverneur). Le gouverneur lui-même possédait un droit de veto sur tout projet de loi voté à l'Assemblée législative[réf. nécessaire].

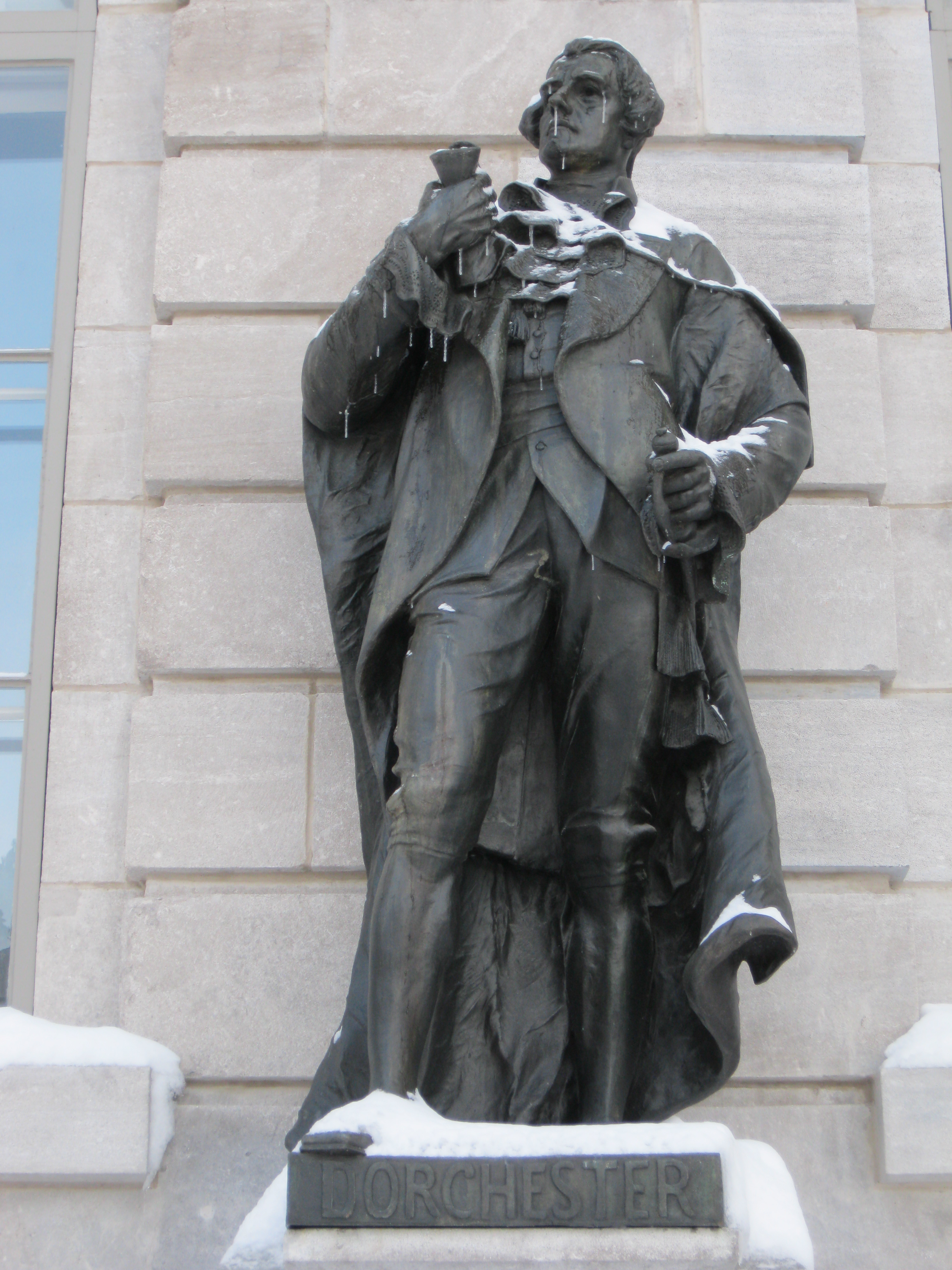
Lord Dorchester est nommé gouverneur général du Bas-Canada.

### Un gouverneur, un conseil exécutif et un conseil législatif
Lord Dorchester est nommé gouverneur général. Il part toutefois pour Londres en août 1791 et ne sera de retour qu'en 1793. Il confie entre-temps l'administration du Bas-Canada au lieutenant-gouverneur Alured Clarke. C'est lui qui veille à l'entrée en vigueur de la constitution.

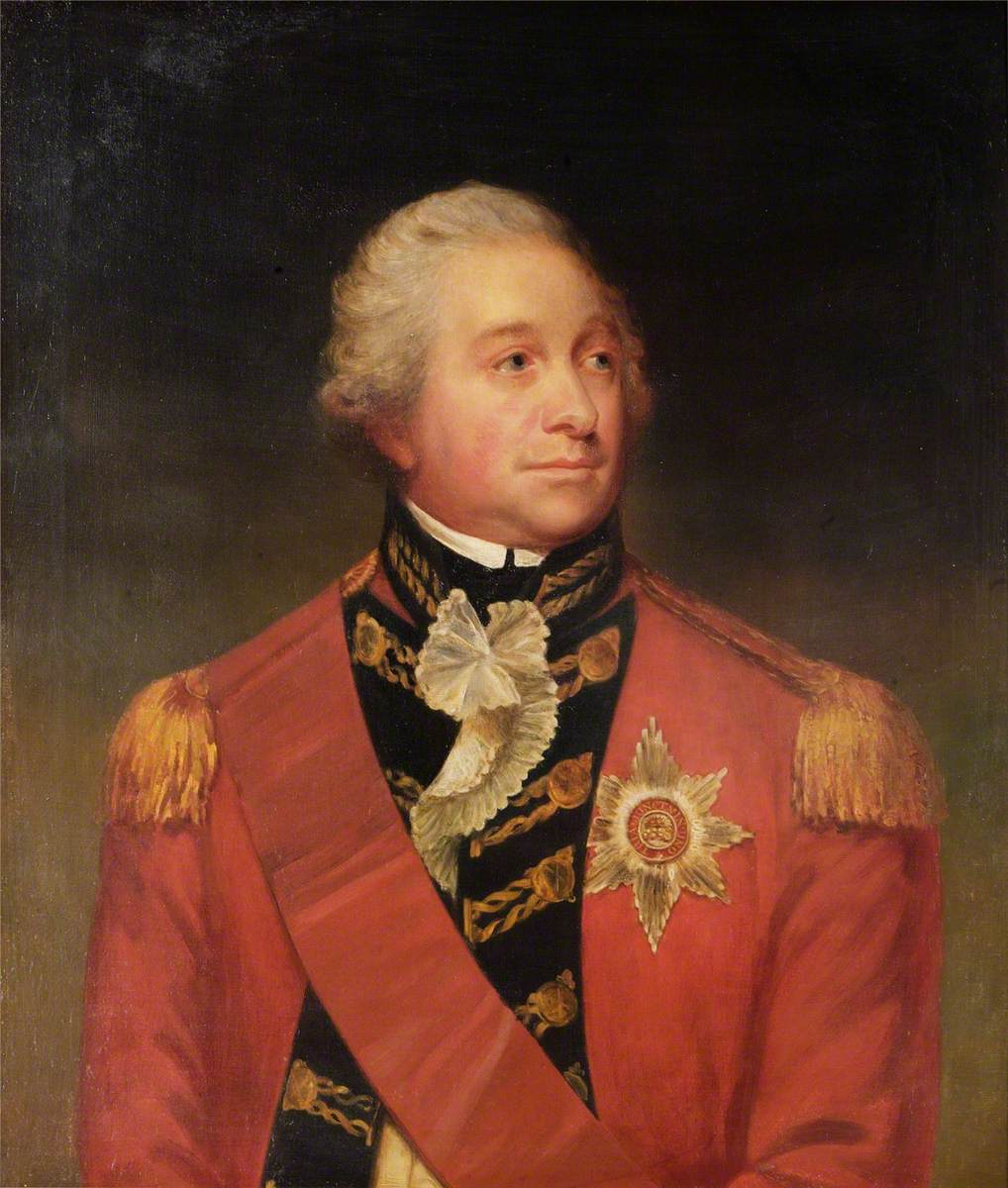
Alured Clarke est nommé lieutenant-gouverneur.

Les membres du premier Conseil exécutif sont: François Baby, Paul-Roch de Saint-Ours, Thomas Dunn, Hugh Finlay, Joseph-Dominique-Emmanuel Le Moyne de Longueuil, Adam Lymburner, Adam Mabane et William Smith. 
Les membres du premier Conseil législatif sous l'Acte constitutionnel sont : François Baby, René-Amable Boucher de Boucherville, Gaspard-Joseph Chaussegros de Léry, John Collins, Paul-Roch de Saint-Ours, Thomas Dunn, Hugh Finlay, John Fraser, Edward Harrison, Joseph-Dominique-Emmanuel Le Moyne de Longueuil, Adam Mabane, François-Marie Picoté de Belestre, George Pownall, William Smith et Charles-Louis Tarieu de Lanaudière.

### Réception de la constitution
L'entrée en vigueur de la nouvelle constitution donne lieu à des célébrations et à des banquets dans la capitale, Québec. Un banquet anglophone a lieu à l'auberge Franks et un autre, francophone, au Café des Marchands. Les pères du Séminaire et les séminaristes de Québec tiennent également un banquet. Les journaux sont parsemés de poèmes et de chansons pour souligner l'événement. Samuel Neilson écrit par exemple dans La Gazette de Québec : 
« la Liberté, d'un vol sûr et rapide,
Étend ses doux rayons jusque dans nos climats,
Son feu divin vient fondre nos frimats.
De l'Angleterre à l'Amérique
L'humanité étend ses loix
Un Souverain doux, juste et politique

Veut nous faire jouit de nos droits. »

### Les premières élections

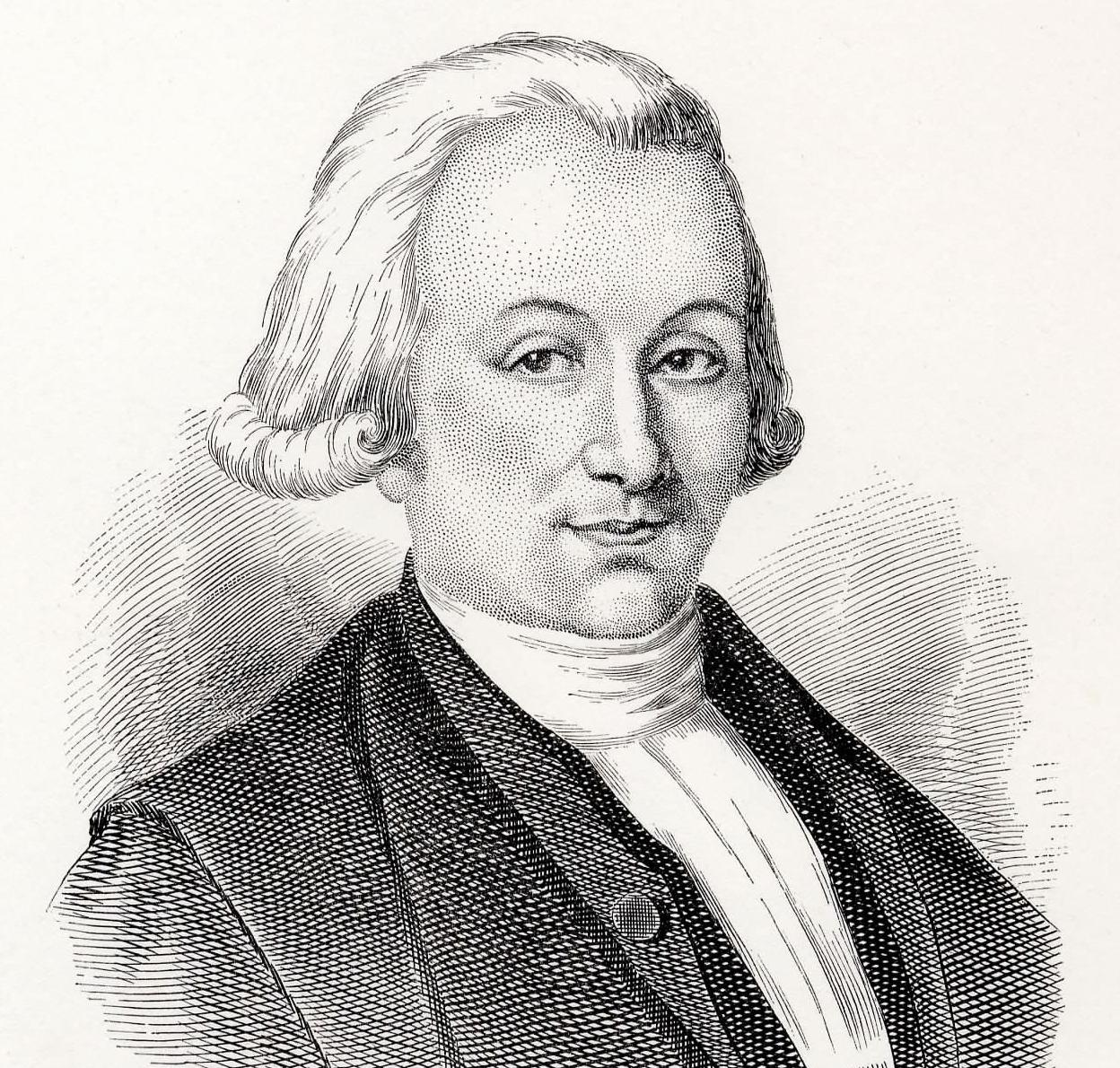
Jean-Antoine Panet est le premier orateur de la Chambre d'assemblée en 1792.

Les premières élections ont lieu à l'été 1792. Jean-Antoine Panet est élu le premier orateur (président) de la nouvelle Chambre d'assemblée[réf. nécessaire].
Au fil des années, la constitution de 1791 montrera ses limites. Certains Canadiens voudront étendre le pouvoir des élus, notamment sur les finances publiques, alors que d’autres Canadiens et des Britanniques regretteront que Londres ait accordé une telle constitution à un peuple conquis[réf. nécessaire].  